# De Werken en Sleeuwijk

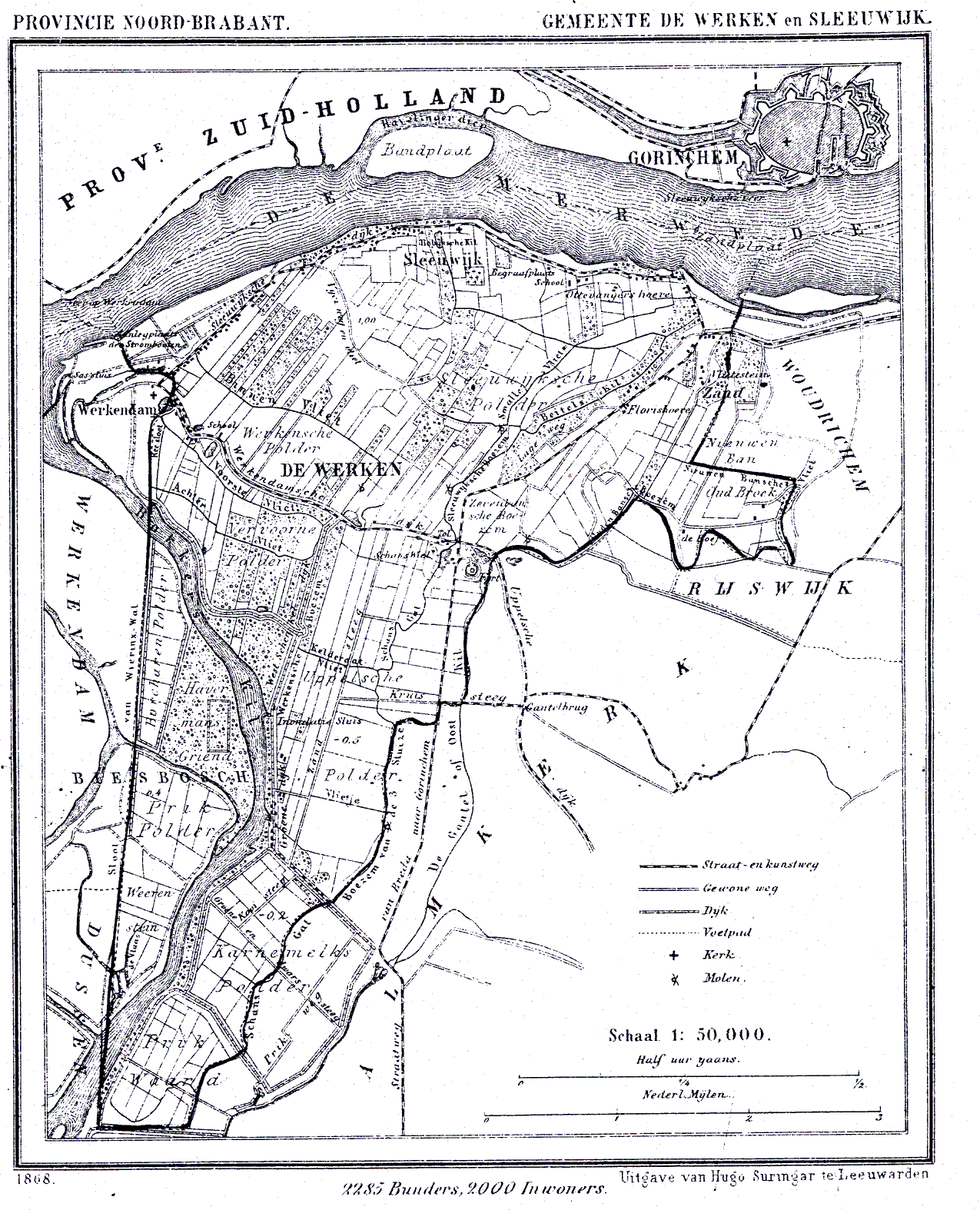
Carte de De Werken en Sleeuwijk en 1868

De Werken en Sleeuwijk est une ancienne commune néerlandaise du Brabant-Septentrional. Le 1er janvier 1950, la commune a été rattachée à Werkendam. La commune est située dans le nord-ouest de la province, à l'ouest du Biesbosch, entre Werkendam et Woudrichem. Au nord, la commune était délimitée par la Merwede supérieure.
La commune était constituée des villages de De Werken et de Sleeuwijk, ainsi que des hameaux de Werkschendijk, Kille et Kerkeind. En 1840, la commune comptait 283 maisons et 1771 habitants, dont 634 à De Werken, 380 à Sleeuwijk, 150 à Werkschendijk, 216 à Kille et 391 à Kerkeind.

## Personnalités
- Gijsbert van Tienhoven (1841-1914), premier ministre (né à De Werken)

## Source
1. ↑  Alphabetisch register van alle bewoonde oorden des Rijks, Departement van Oorlog, Éd. Erven Doorman, 's-Gravenhage, 1850